# Lelo Cremonesi
Lelo Cremonesi (eigentlich: Carmelo Cremonesi, * 18. Juni 1919 in Mailand; † 5. November 2018 ebenda) war ein italienischer Grafiker, Fotograf und Designer. Er entwarf unter anderem das Nutellaglas.

## Leben
Lelo Cremonesi studierte an der Scuola Superiore d'Arte applicata all'industria di Milano, war ab 1934 bei Pizzi & Pizio aktiv und arbeitete ab 1939 mit Gino Boccasile zusammen. Mit Gian Rossetti (1920–1993) betrieb er von 1950 bis 1980 in Mailand das Studio Stile, zu dessen Kunden neben Ferrero unter anderen die Bank of America gehörte. Das Nutella-Glas designte Cremonesi im Jahr 1964. Er beteiligte sich an zahlreichen Ausstellungen.